# Saya no Uta
Saya no Uta (沙耶の唄, lit. Canção de Saya) é uma Visual Novel de terror criada pela Nitro+.
Contendo similares com o manga Phoenix - Resurrection (Especialmente a vida de Robita). Que é inclusive citado por Fuminori, explicando as referências e similaridades.

Em 24 de Fevereiro de 2009 foi terminada uma patch de tradução para o inglês, ainda que requerindo a compra do jogo original. . Em 6 de Março de 2013, JAST USA, lançado, a versão oficial em inglês.  Em 12 de Agosto de 2019, o jogo foi lançado na Steam. 

## História
Atenção: Revelações sobre o enredo (SPOILERS)!
Fuminori Sakisaka é um jovem estudante de medicina cuja vida foi mudada drasticamente ao sofrer um acidente de carro que provocou a morte de seus parentes e deixou-o fortemente prejudicado. Fuminori foi submetido a uma cirurgia para salvar sua vida, porém acabou tendo um efeito colateral intencional que criou uma espécie de agnosia (que "deformou" seus sentidos). Fazendo com que tudo que ele veja, aparente ser coberto de sangue e órgãos, as pessoas lembram monstros tanto na aparência quanto na voz, e até a comida tem um gosto e aspecto repugnante.

Ele tentou cometer suicídio ainda no hospital, porém, acabou conhecendo uma bela garota de aparência humana (apesar de todo o resto ao seu redor aparentar coberto de carne/órgãos). Ela se apresentou como Saya e dizia que estava lá procurando por seu pai. Passou a visitá-lo frequentemente, mas, por Fuminori ter que deixar o hospital, sem querer se separar de Saya, convidou-a para morar com ele, prometendo ajudá-la a encontrar seu pai, sendo assim o convite foi aceito.
Porém, assim como Fuminori vê as coisas normais como órgãos e sangue, órgão e sangue de verdade lhe parecem coisas normais. E Saya é, na verdade, uma criatura criada por possiveis processos de alquimia pelo seu "pai". Apesar de sua verdadeira forma nunca ser totalmente mostrada, com base no que é descrito no texto, é aparentemente como a sua forma no final do final verdadeiro - que, ironicamente, é similar as monstruosidades vistas no mundo de Fuminori. A verdadeira e última meta de Saya é expandir sua forma de vida no universo, extinguindo a forma de vida original de nível mais alto: O ser humano. Ela aprendeu tudo sobre a humanidade através seu "pai", um excêntrico médico e cientista chamado Masahiko Ogai, a primeira pessoa que interagiu com Saya. Ela descobre que o motivo da reprodução humana é o "amor", e que o processo é carregado pelas fêmeas. Consequentemente, passa a se considerar como uma garota e a procurar por esse "amor" e criar uma reprodução final. Porém, devido à sua aparência grotesca, não teve sucesso em conseguir ao menos alguma chance... Até conhecer Fuminori.
  
Após a morte de Ogai, Saya permaneceu no hospital e continuou seus estudos observando os humanos, que infelizmente resultou em vários contos de horror sobre o hospital. Fuminori foi também sua chance de aprender a utilizar sua habilidade de modificar cérebros e o corpo dos humanos.

## Personagens
Fuminori Sakisaka (匂坂 郁紀, Sakisaka Fuminori)

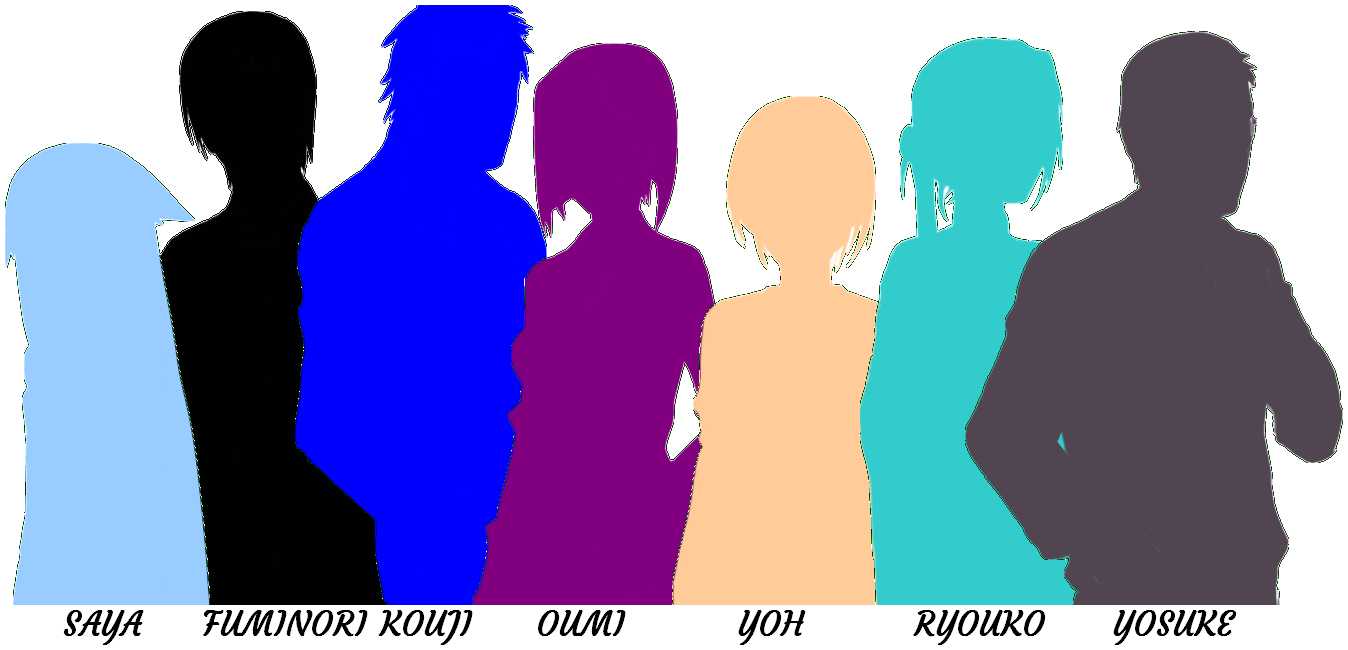
Representações dos personagens de Saya no uta. Da esquerda para a direita: Saya, Fuminori, Kouji, Oumi, Yoh, Ryouko e Yosuke.

Voz de: Hikaru Midorikawa (Hikaru nos creditos)
Fuminori Sakisaka é o protagonista do jogo, um jovem estudante de medicina que sofreu um acidente de carro onde perdeu toda a sua família, mas, apesar de ter continuado vivo, não saiu ileso. Para sobreviver, teve que passar por uma operação de risco no cérebro que intencionalmente acabou causando-lhe uma agnosia, fazendo com que todos os seus sentidos fossem "deformados". A partir daquele momento, tudo que Fuminori via parecia ser feito de sangue e órgãos, mesmo as pessoas, até suas vozes soavam de forma monstruosa, assim como o cheiro incessante dos corpos como se estivessem decompondo-se. Não aguentando mais o estado de insanidade que se encontrava, resolveu se suicidar, porém, uma noite, uma misteriosa garota vai falar com ele, e em contraste com tudo a sua volta, ela tinha uma aparência humana, o que fez com que Fuminori desejasse manter-se ao seu lado, foi visitado novamente todas as noites por ela, que se apresentou como Saya. E, quando estava perto de deixar o hospital, convidou-a para ir morar com ele, e o convite foi aceito. Com o tempo, Fuminori passa a depender e viver apenas para Saya, manteve-se quieto quanto a sua verdadeira situação, o que fez com que seus amigos passassem a notar cada vez mais diferenças em sua atitude, demonstrando-se cada vez mais frio, chegando a, por exemplo, aceitar o fato de seus pais terem morrido pois caso contrário não poderia viver com Saya. Tentou realmente viver isolado da sociedade e ignorar todos os "monstros" a sua volta, fazendo apenas de sua casa seu local de conforto: Como, junto de Saya, tendo pintado as paredes de seu quarto de forma a não lhe ficar muito desagradáveis (embora a olhos normais, fosse uma horrível mistura de cores embaralhadas) e procurado uma comida que gostasse, que por acaso, era a mesma comida favorita de Saya: Órgãos humanos reais. Tudo que era normal para Fuminori pareciam-lhe órgãos, o que realmente eram órgãos, eram-lhe coisas normais. 
A medida do tempo, começou a achar que a melhor saída da desconfiança de seus amigos era os matar, começou por Kouji, a quem pediu carona para a suposta casa isolada de Masahiko Ougai (o "pai" de Saya), porém, após chegarem, atirou Kouji dentro de um poço e voltou caminhado para casa, na onde Saya já havia feito algo semelhante à Yoh, outra amiga de Fuminori. No final, ao descobrir que Kouji estava vivo, fugiu para a construção abandonada um manicômio, na onde combinou de encontrá-lo novamente e junto de Saya, matou-o definitivamente.
Saya (沙耶, Saya)
Voz de:  Naoko Takano (Midori Kawamura nos creditos)
Saya é uma misteriosa garota que apareceu no quarto de Fuminori no hospital, estranhou por não ter assustado-se com ela e pedido-lhe coisas como que deixasse segurar sua mão, de certo modo, foi o que a fez voltar para falar com ele todas as noites. Apresentou-se e explicou estar naquele lugar por estar procurando por seu "pai": Masahiko Ougai. Porém, mais tarde, "muda-se" para a casa de Fuminori, que ofereceu-lhe fazer o possível para encontrar Ougai. Ela é a única que sabe da situação de Fuminori e por isso ajuda-o em tudo que seja possível, além de notavelmente desejar ter relações sexuais frequentes com Fuminori argumentando querer um filho com ele. Apesar de tudo, coisas estranhas são feitas por Saya, como por exemplo, ter matado Oumi, uma amiga de Fuminori que foi na casa dele e ter começado a alimentar-se dela. Ou ainda quando modificou o cérebro do vizinho deles, fazendo-o ver tudo da mesma forma de Fuminori, mas não tendo saído como planejou, foi estuprada devido ao seu estado de insanidade por ser igualmente a única coisa "comum" que via. Após Fuminori salvá-la, Saya explica-lhe melhor sobre essa "habilidade" de mudar o corpo e o cérebro das pessoas, que inclusive chegou a usá-la novamente em outra amiga de Fuminori que foi visitar sua casa: Yoh. Mudou-lhe a aparência para que também fosse humana para Fuminori e lhe ofereceu como um "animal de estimação" que servia apenas para satisfazê-lo sexualmente, sendo incapaz de falar ou de agir. Mais tarde, ao Ryouko decifrar o diário de Ougai, descobre-se mais sobre Saya: Ela na verdade é uma forma de vida inteligente craida por Ougai, que buscou aprender tudo o que podia através de Ougai, principalmente sobre os humanos e a questão da reprodução, tornando-se evidente que o que realmente queria era espalhar sua espécie pelo planeta, porém, sua aparência real assemelha-se aos monstros que Fuminori vê, e por isso, nunca encontrou ninguém antes com o qual pudesse ter a chance de alguma relação para isso, o que explica o motivo de tanto querê-lo com Fuminori. E no final, realmente chega ao seu último estágio, assim morrendo e liberando esporos por todo o globo com agentes capazes de transformar os seres humanos na mesma espécie que ela.
Kōji Tonoo (戸尾 耕司, Tonoo Kōji)
Voz de:  Yasunori Matsumoto (Dajitoro Kataoka nos créditos)
Kōji Tonoo era o namorado de Oumi e o melhor amigo de Fuminori (antes de sofrer o acidente). Chegou a desistir devido a nova atitude que Fuminori apresentava, mas aceitou-lhe o pedido de levá-lo de carro até uma misteriosa casa afastada cujo donatário era o excêntrico médico e cientista Masahiko Ougai, enquanto Fuminori procurava, Kouji recebeu uma ligação que parecia ser de sua amiga Yoh a pedir-lhe ajuda, porém, nesse instante de distração, Kouji foi atirado dentro de um poço que havia lá perto por Fuminori, a partir desse momento, passou a ver quem realmente ele era e decidiu vingança, apesar de não ter conseguido sair daquele lugar. Porém, para sua sorte, algumas horas depois, Ryouko Tanbo, a médica de Fuminori, aparece também interessada em procurar mais sobre Ougai. Descobre-se que a passagem estava dentro do poço, tendo assim acesso aos escritos de Ougai, que chegam a descobrir algo sobre uma estranha criatura chamada "Saya". Após sair de lá, Kouji resolve ir para a casa de Fuminori procurar por Oumi e Yoh, não encontrando ninguém lá, decide vasculhar tudo: Chega a espantar-se ao ver o quarto pintado por tantas cores de forma insana e o pior ainda: Ao ver pedaços de pessoas dentro da geladeira, e entre eles, uma mão com o mesmo anel de sua namorado; não tendo mais dúvidas, considerou Fuminori como um assassino e ligou-lhe. Porém, Fuminori diz estar com Yoh, e combinam um local para encontrarem-se. Kouji é recebido por um estranho monstro que sabia seu nome e lembrava-lhe Yoh, pedia para que a matasse, mas, mais tomado pelo medo, bateu-lhe tanto até já não notar nenhum movimento por parte da estranha criatura. De todo modo, logo a seguir foi morto por Fuminori e Saya. Apesar de no "Final Ruim" ele é o único a permanecer vivo, embora tenha ficado completamente insano, como tendo todas as noites o mesmo pesadelo em que conversava com seus amigos já mortos e que quando percebia, ele era um monstro, ou "vendo" o cadáver de Ryouko falando com ele. Tentou matar-se diversas vezes, mas não chegou realmente a fazê-lo.
Yō Tsukuba (津久葉 瑶, Tsukuba Yoh)
Voz de:  Mio Yasuda (Izumi Yazawa nos créditos)
Yoh Tsukuba era uma das amigas de Fuminori e por quem era apaixonada. Preocupada com o estado em que ele se encontrava, foi falar com ele e oferecer ajuda, mas ao contrário do que esperava, Fuminori rejeitou sua bondade e pediu para que não falasse mais com ele. Abalada com isso, evitou de tentar estar novamente com ele. Todavia, após alguns dias do desaparecimento de Oumi, Yoh recebe uma mensagem no celular cujo remetente era o mesmo número sua amiga que lhe perguntava se queria saber a verdade sobre Sakisaka Fuminori, pensando ainda poder salvar Oumi, superou seu medo e foi até lá, na onde foi atacada por uma estranha criatura (Saya), e não demorou a perceber que foi quem enviou-lhe as mensagens a principio. Ligou para Kouji enquanto ainda tinha consciência para pedir-lhe ajuda, mas não adiantou-lhe muito, logo foi resumida apenas a um animal de estimação, sendo mantida nua e apenas com uma coleira, incapaz de falar e agir, apenas como uma mera marionete nas mãos de Fuminori e Saya, foi uma espécie de "presente" que Saya deu à Fuminori cuja utilidade era usar de seu corpo para satisfazer Fuminori sexualmente, normalmente com a ajuda de Saya, apesar de aos poucos começar a aprender novamente a usar algumas palavras, mas todas referentes à aceitar Fuminori como seu mestre. Foi morta mais tarde por Kouji, ao ter assustado-se por sua forma atual (um monstro em olhos humanos).
Ōmi Takahata (高畠 青海, Takahata Oumi)
Voz de:  Hyo-sei (Erena Kaibara nos créditos)
Ōmi Takahata é a namorada de Kouji e melhor amiga de Yoh. Foi quem mais chateou-se a princípio pela atitude de Fuminori e foi lá falar com ele em sua casa, porém foi atacada e serviu de alimento para Saya. Sua mão ainda ficou conservada na geladeira, o que mais tarde serviu para Kouji como principal identificação de que havia sido morta ali.
Ryōko Tanbo (丹保 凉子, Tanbo Ryouko)
Voz de: Mitsuki Saiga (Makoto Sato nos créditos)
Ryōko Tanbo é médica que acompanhava as mudanças na condição de Fuminori e percebeu que ele escondia alguma coisa dela durante seus checkups de rotina.
Masahiko Ogai (奥涯 雅彦, Ōgai Masahiko)
Masahiko Ogai é o antigo doutor do hospital, que desapareceu depois de um incidente no hospital. Saya e Fuminori tentam encontra-lo, antes de desistirem.
Yosuke Suzumi (鈴見 洋祐, Suzumi Yōsuke)
Voz de: Masayuki Onizawa
Yosuke Suzumi é um dos vizinhos de Fuminori, um homem bondoso mas um pouco crítico que gosta de pintar. Vive com a sua mulher e filha num estilo de vida feliz e livre de carências. Contudo, a vida de Yosuke é virada do avesso quando Saya muda o seu cérebro para o mesmo que o de Fuminori numa experiência. Yosuke fica então louco, mata a sua mulher e filha, que ele agora percebe como monstros repugnantes, antes de violar Saya. Ele acaba por ser assassinando por Fuminori.

## Finais
Saya no Uta tem três diferentes finais que variam das decisões tomadas. Estes são:

1. O final "Bom".

Obtido ao escolher a primeira opção da primeira pergunta, no qual Fuminori diz para Saya que prefere ver as coisas normais como antes. Ela ajuda-o a voltar ao normal, mas deixa-o rapidamente por não querer revelar sua verdadeira forma. Fuminori contata a policia e é acusado de assassinato, mas é considerado não sendo capaz de responder por seus atos e é confinado em um hospital psiquiátrico pelo resto de sua vida. Saya visita Fuminori uma vez e se comunica usando mensagens de texto pelo celular, quando Fuminori confessa seu amor e promete confortá-la a qualquer hora, Saya deixa-o sozinho, que continua aguardando uma nova mensagem. 

2. O final "Verdadeiro".

Obtido ao escolher a segunda opção da primeira pergunta, no qual Fuminori diz para Saya que prefere deixar tudo como está. E mais tarde, a primeira opção da segunda pergunta, enquanto Kouji está na casa de Fuminori e decide ligar para ele, eles combinam um local para se encontrarem e Saya e Fuminori matam Kouji juntos. Posteriormente, Saya chega ao último estágio e objetivo de vida: reprodução. Saya morre e, com isso, libera esporos que se espalham por toda a atmosfera mutando os humanos com o agente criado a partir de suas relações sexuais com Fuminori. O agente é espalhado por todo o globo e lentamente toda a população é transformada em criaturas semelhantes à Saya.

3. O final "Ruim".

Obtido ao escolher a segunda opção da primeira pergunta, no qual Fuminori diz para Saya que prefere deixar tudo como está. E, mais tarde, a segunda opção da segunda pergunta, enquanto Kouji está na casa de Fuminori e decide ligar para Ryouko. Saya é morta por Ryouko, Fuminori comete suicídio devido à morte de Saya, e Kouji é consumido pela insanidade, sua vida se torna quase insuportável e sempre pensa em se matar, mas não chega a fazê-lo.

## Músicas
Em 27 de fevereiro de 2004, foi lançada a trilha sonora em CD.  Contendo 15 faixas, sendo a faixa 14,"Song of Saya", e a 15, "Glass Slipper", cantada por Kanako Itō.  
| N.º | Título            | Duração |  |
| 1.  | "Schizophrenia"   | 3:31    |  |
| 2.  | "Sabbath"         | 2:20    |  |
| 3.  | "Seek"            | 3:12    |  |
| 4.  | "Spooky Scape"    | 2:21    |  |
| 5.  | "Song of Saya I"  | 3:26    |  |
| 6.  | "Song of Saya II" | 3:27    |  |
| 7.  | "Sin"             | 3:51    |  |
| 8.  | "Sunset"          | 3:38    |  |
| 9.  | "Shapeshift"      | 3:03    |  |
| 10. | "Scare Shadow"    | 2:56    |  |
| 11. | "Scream"          | 2:49    |  |
| 12. | "Savage"          | 3:28    |  |
| 13. | "Silent Sorrow"   | 2:49    |  |
| 14. | "Song of Saya"    | 5:15    |  |
| 15. | "Glass Slipper"   | 5:18    |  |